# مالتردینگن
مالتردینگن (به آلمانی: Malterdingen) یک شهر در آلمان است که در امندینگن واقع شده‌است. مالتردینگن ۲٬۹۷۵ نفر جمعیت دارد.